# A favor del viento
A favor del viento es el séptimo álbum de estudio de la cantante española Sylvia Pantoja lanzado en 2009. Tiene como productor a Nacho Lesko (El último de la fila, Rosario) y es de estilo pop.

## Listado de canciones
| Nº  | Canción                     | Duración |
| --- | --------------------------- | -------- |
| 1.  | «Déjame ser»                | 3:28     |
| 2.  | «Tú lo sabes»               | 3:44     |
| 3.  | «Bum bum»                   | 3:44     |
| 4.  | «Bla, bla, bla»             | 3:23     |
| 5.  | «Mi mundo»                  | --       |
| 6.  | «Y ahora, y ahora, y ahora» | 3:00     |
| 7.  | «Puede ser»                 |          |
| 8.  | «Loco»                      |          |
| 9.  | «Que poco arte»             | 3:18     |
| 10. | «Remix mundo»               |          |
| 11. | «Remix bum bum 1»           |          |
| 12. | «Remix bum bum 2»           |          |